# Alexandrow-Ensemble (Repertoireliste)

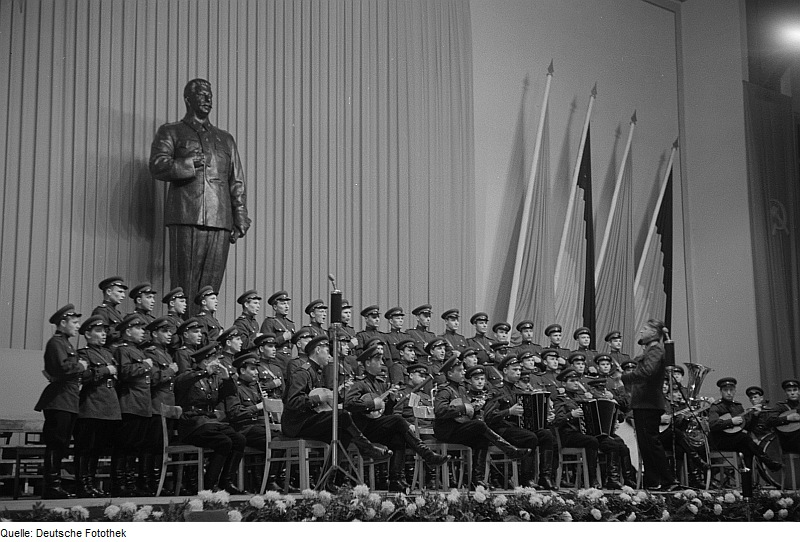
Leipzig (21. Dezember 1952)

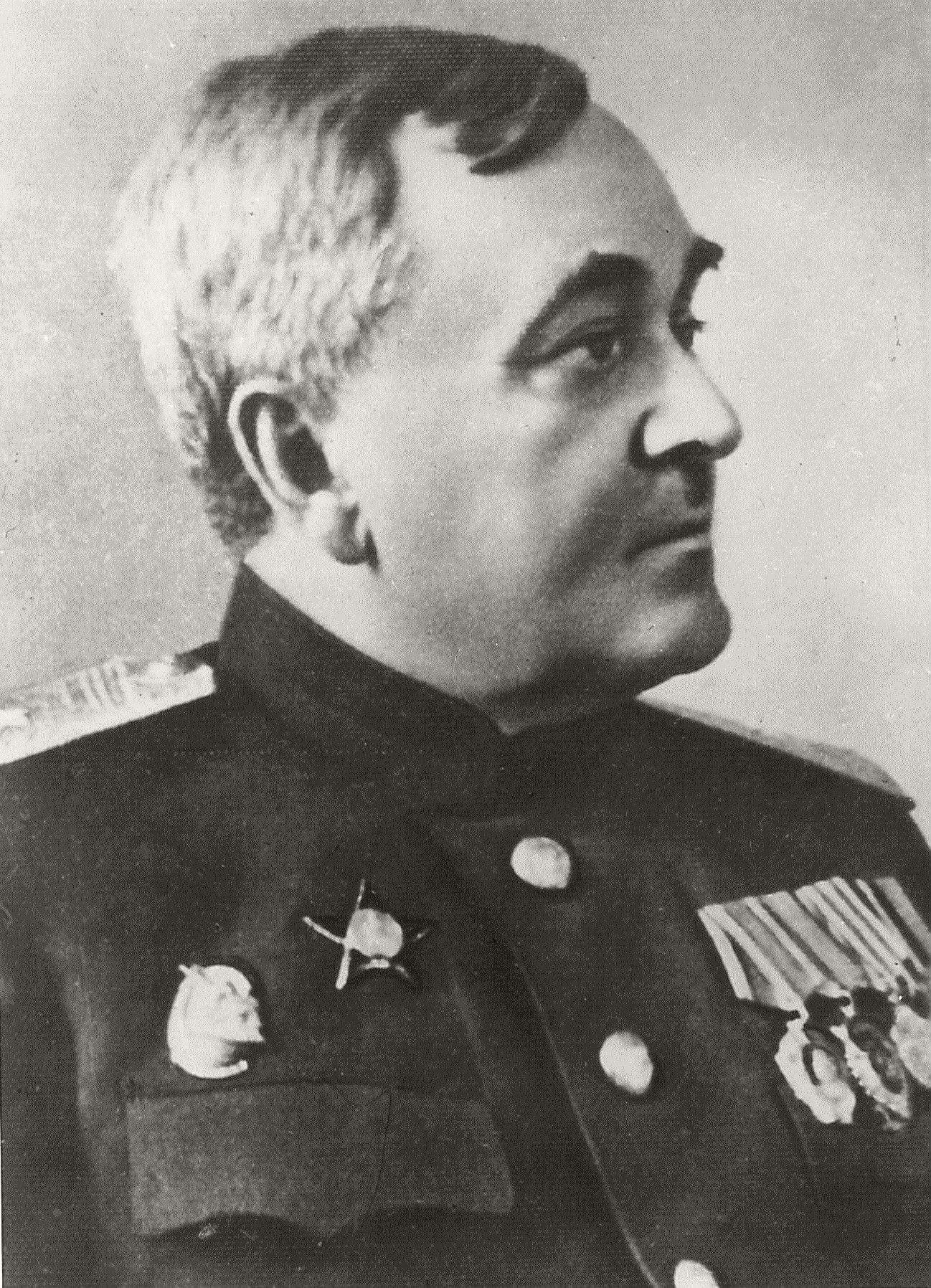
Alexander Alexandrow (der Gründer des Ensembles)

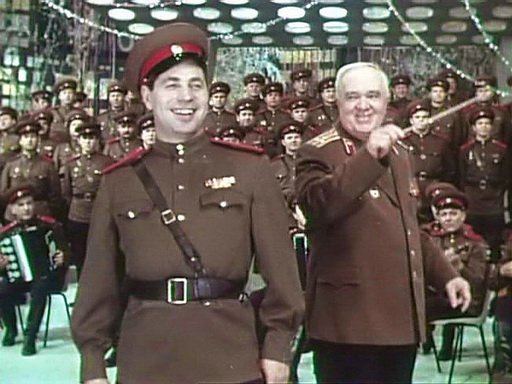
Boris Alexandrow (rechts) zusammen mit Leonid Charitonow und dem Alexandrow-Ensemble (1969)

Dies ist eine Repertoireliste des Alexandrow-Ensembles.

## Einführung
Das Alexandrow-Ensemble war das Gesangs- und Tanzensemble der Sowjetarmee, meist als der „Chor der Roten Armee“ bekannt. In der folgenden Repertoireliste sollen diejenigen Titel Aufnahme finden, die dieses Ensemble bis zum Zerfall der Sowjetunion aufgeführt oder eingespielt hat. Der Name des Ensembles geht auf seinen Gründer Alexander Alexandrow (1883–1946) zurück, der 1941 die Melodie zu dem Lied Der heilige Krieg (Swjaschtschennaja wojna) und 1943 die Melodie zur Hymne der Sowjetunion (Gimn Sowetskowo Sojusa) komponierte. Alexander Alexandrow leitete das Ensemble bis zu seinem Tod am 8. Juli 1946 bei einer Auslandstournee in Deutschland. Daraufhin übernahm sein Sohn Boris Alexandrow (1905–1994) die Leitung. Viele namhafte Solisten gehörten dem Ensemble an. Die folgende vorläufige Übersicht gibt an: die (a) Titel eines Stückes (russisch mit Transkription), (b) Komponisten, (c) Textdichter und (d) Solisten, mit denen sie meist aufgeführt wurden. Es wurden außerdem einige Klangbeispiele und weiterführende Hinweise hinzugefügt. Die Liste erhebt keinen Anspruch auf  Vollständigkeit, um Genauigkeit ist sie bemüht.

## Bekannte Lieder
- Der heilige Krieg (Swjaschtschennaja wojna)[3]
- Vorwärts (W put)[4]
- Hymne der Sowjetunion (Gimn SSSR)
- Feldchen, mein Feldchen (Poljuschko pole)
- Lied der Sowjetarmee (Pesnja o Sowetskoi Armii)[5]
- Zur Verteidigung des Friedens (W saschtschitu mira)[6]
- Lied vom Dnjepr (Pesnja o Dnepre)
- Rau rauschte der Brjansker Wald (Schumel surowo brjanski les)[7]
- Katjuscha
- Unter der Eiche, unter der Ulme hervor (Is pod duba, is pod wjasa)
- Die Piterskaja entlang (Wdol po Piterskoi)[8]
- Lied der Wolgaschlepper (Ei, uchnem!)[9]
- Kalinka[10]
- Suliko[11] und viele andere.

## Liste

### A
- A pesnja chodit na woinu А песня ходит на войну (M. Fradkin – S. Ostrowoi) Sol. Wadim Ruslanow
- Ach ty, dolja Ах ты, доля (A. Alexandrow (Arr.) – S. Sinegub) Sol. Wiktor Nikitin
- Ach, barynja, barynja Ах, барыня, барыня (Tanz)

### B
- Baikalskaja krassota Байкальская красота (A. Doluchanjan – M. Lisjanski) Sol. Jewgeni Beljajew
- Balada o tanke Балада о танке (Je.Scharkowski – Ju. Kamenezki und M. Krawtschuk) Sol. Alexei Sergejew
- Ballada o bessmertii Баллада о бессмертии (O. Felzman – R. Roschdestwenski) Sol. Wadim Ruslanow
- Ballada o krasnych trubatschach Баллада о красных трубачах (I. Schamo – I. Krotow)
- Ballada o russkich maltschischkach Баллада о русских мальчишках (A. Nowikow – L.Oschanin) Sol. Alexei Sergejew
- Ballada o russkich maltschischkach[12] Баллада о русских мальчишках (A. Nowikow – L. Oschanin) Sol. Leonid Charitonow
- Ballada o Semle Баллада о Земле (Ja. Frenkel – A. Poperetschny) Sol. Iwan Bukrejew
- Ballada o snameni Баллада о знамени (O. Felzman – R. Roschdestwenski) Sol. Wadim Ruslanow
- Baltijskaja ballada Балтийская баллада (B. Terentjew – Je. Karassew)
- Baltijski flot Балтийский флот (B. Gastew – S. Afonin)
- Baltijskoje more schumit Балтийское море шумит (B. Terentjew – S. Smirnow-Smely)
- Barynja Барыня[13]
- Beite s neba, samoljoty Бейте с неба, самолёты (A. Alexandrow – S. Alymow)
- Beregi, soldat Береги, солдат (Ju. Miljutin – M. Lisjanski) Sol. Iwan Bukrejew
- Beri schinel Бери шинель (W. Lewaschow – B. Okudschawa) Sol. Eduard Labkowski
- Berjosowyje sny Берёзовые сны (W. Gewiksman – G. Fere) Sol. Leonid Pschenitschny
- Berjosy Берёзы (M. Fradkin – W. Lasarew)
- Bessmertnik Бессмертник (S. Saslawski – A. Sofronow) Sol. Jewgeni Beljajew
- Bronenossez „Potjomkin“ (?) Броненосец „Потёмкин“ (?) Sol. Walentin Anissimow
- Buchenwaldski nabat Бухенвальдский набат / Buchenval'dskij nabat (W. Muradeli – A. Sobol) Sol. Wiktor Dmitrijew
- Budjonowski schlem Будёновский шлем (A. Fljarkowski – ?)
- Byt soldatu natscheku Быть солдату начеку (M. Fradkin – M. Zuranow)
- Bywaly powar Бывалый повар (S. Kompaneiez – I. Lakschin) Sol. Georgi Babajew

### C
- Choroschi wesnoi w sadu zwetotschki Хороши весной в саду цветочки (B. Mokroussow – S. Alymow)
- Chotjat li russkije woiny Хотят ли русские войны (E. Kolmanowski – Je. Jewtuschenko) Sol. Leonid Charitonow

### D
- Dalni put, poljot orliny Дальний путь, полёт орлиный (M. Blanter – A. Surkow)
- Dawai sakurim Давай закурим (M.Tabatschnikow – I. Frenkel) Sol. Leonid Pschenitschny
- Dawno my doma ne byli Давно мы дома не были (W. Solowjow-Sedoi – A. Fatjanow) Sol. Sergei Iwanow und Pjotr Bogatschow
- Den Pobedy День Победы (D. F. Tuchmanow – W. G. Charitonow) Sol. Eduard Labkowski
- Deti pesni poiut Дети песни поют (M. Minkow – M. Antscharow)
- Dirischory wojennyje Дирижёры военные (B. Figotin – F. Laube) Sol. Eduard Labkowski
- Do swidanja, goroda i chaty До свиданья, города и хаты (M. Blanter – M. Issakowski)
- Do swidanja, mama До свиданья, мама (W. Solowjow-Sedoi – A. Galitsch) Sol. Oleg Rasumowski
- Don moi Дон мой  (M. Tabatschnikow – A. Sofronow) Wokalny oktet KrAPP SA Вокальный октет КрАПП СА
- Dschon Rid idjot po Petrogradu Джон Рид идёт по Петрограду (A. Nowikow – M. Werschinin) Sol. Leonid Charitonow
- Duma o Rodine Дума о Родине (S. Tulikow – W. Malkow) Sol. Alexei Sergejew
- Dwa Maxima Два Максима (S. Kaz – M. Pljazkowski) Sol. Jewgeni Beljajew

### E
- Ech, dorogi Эх, дороги  (A. Nowikow – L. Oschanin) Sol. Leonid Pschenitschny
- Echo Эхо (O. di Lasso) (О. ди Лассо)
- Ei, uchnem! Эй, ухнем! (Arr. M. Balakirew)

### F
- Frontowiki, nadente ordena Фронтовики, наденьте ордена (O. Felzman – W. Sergejew)

### G
- Gde sche wy teper, drusja-odnopoltschane Где же вы теперь, друзья-однополчане (W. Solowjow-Sedoi – A. Fatjanow) Sol. Alexei Martynow
- Gde sche wy teper, drusja-odnopoltschane Где же вы теперь, друзья-однополчане (W. Solowjow-Sedoi – A. Fatjanow) Sol. Leonid Pschenitschny
- Gei po doroge Гей по дороге (pesnja graschdanskoi woiny) (песня гражданской войны)
- Geroi sporta Герои спорта (A. Pachmutowa – N. Dobronrawow)
- Geroitscheskaja ljotnaja Героическая лётная (A. Alexandrow – S. Alymow)
- Gibel „Warjaga“ Гибель „Варяга“ (A. Turischtschew – R. Greinz/Je. Studinskaja) Sol. Konstantin Gerassimow
- Gimn SSSR Гимн СССР (A. Alexandrow – S. Michalkow, G. El Registan)
- Gorit tschernomorskoje solnze Горит черноморское солнце (A. Doluchanjan – M. Lisjanski) Sol. Iwan Didenko
- Gorjatschi sneg Горячий снег (A. Pachmutowa – M. Lwow) Sol. Eduard Labkowski
- Graniza Граница (O.Felzman – A. Sofronow)
- Gwardeiskaja polka Гвардейская полька (B. Terentjew – W. Gurjan)

### I
- I my w to wremja budem schit И мы в то время будем жить (A. Doluchanjan – M. Lisjanski) Sol. W.Tschetwerikow
- I opjat ja w stroju И опять я в строю (W. Muradeli – S. Benke) Sol. Jewgeni Beljajew
- Idjot sowetski flot Идёт советский флот (K. Listow – W. Gurjan) Sol. Boris Schapenko
- Internazional Интернационал (P. Degeiter – E. Potje/A. Koz)
- Is-pod duba, is-pod wjasa (narodnaja) Из-под дуба, из-под вяза (народная) Sol. Alexei Sergejew

### J
- Ja ljublju tebja, more Я люблю тебя, море (S. Tulikow – A. Salnikow)
- Ja sam Я сам (cловацкая песня) (slowakisches Lied) Sol. Georgi Babajew
- Ja tebja nikogda ne sabudu Я тебя никогда не забуду (E. Kolmanowski – K. Wanschenkin) Sol. Iwan Bukrejew
- Ja werju, drusja Я верю, друзья (O. Felzman – W. Woinowitsch) Sol. Wladimir Troschin
- Jechal ja is Berlina Ехал я из Берлина (I. Dunajewski – L. Oschanin) Sol. A. Syrowatko-Solotarjow, Nikolai Gres[14]
- Jedem, jedem w armiu Едем, едем в армию (B. Alexandrow – W. Tatarinow) Sol. Iwan Bukrejew und Pjotr Bogatschow
- Jedet pogranitschnik Едет пограничник (W. Muradeli – A. Godow) Sol. Iwan Bukrejew
- Jedut nowosjoly Едут новосёлы (Je. Rodygin – N. Solochina)
- Jeschtscho ne kontschilas woina Ещё не кончилась война (W. Muradeli – M. Andronow) Sol. Leonid Charitonow
- Jesli b kamni mogli goworit Если б камни могли говорить (I. Lutschenok – R. Roschdestwenski)
- Jest na sewere choroschi gorodok Есть на севере хороший городок (T. Chrennikow – W. Gussew)
- Jest takaja partija Есть такая партия (A. Nowikow – L. Oschanin)
- Jest u rewoljuzii natschalo Есть у революции начало (W. Muradeli – Ju. Kamenezki)
- Jugo-Sapadny rajon Юго-Западный район (Ju. Miljutin – Je. Dolmatowski) Sol. Iwan Bukrejew

### K
- Kabatschok Кабачок (W.Chils – ?) Sol. Oleg Rasumowski
- Kak prekrasna schisn Как прекрасна жизнь (L. Afanasjew – I. Schaferan) Sol. Leonid Pschenitschny
- Kak sa Kamoi, sa rekoi Как за Камой, за рекой (W. Solowjow-Sedoi – W. Gussew) Sol. Oleg Rasumowski
- Kak u duba starowo Как у дуба старого (S. Kaz – A. Sofronow)
- Kak werneie bit wragow Как вернее бить врагов (S. Tschernezki – W. Lebedew-Kumatsch)
- Kalinka (volkstümlich) Калинка (народная) Sol. Jewgeni Beljajew
- Kasaki-kasatschenki Казаки-казаченьки (M. Blanter – Je. Dolmatowski, W. Lugowskoi)
- Kasatschja pesnja Казачья песня (I. Dserschinski – A. Tschurkin)
- Katjuscha Катюша (M. Blanter – M. Issakowski) Sol. Leonid Pschenitschny
- Kljatwa Rodine Клятва Родине (O. Felzman – W. Woinowitsch)
- Kniga Rodiny Книга Родины (B. Alexandrow – N. Doriso) Sol. Jewgeni Beljajew
- Kommunism schagajet po planete Коммунизм шагает по планете (E. Kolmanowski – Je. Dolmatowski) Sol. A. Mischtschenko
- Konarmeiskaja Конармейская (Brüder Pokrass – A. Surkow)
- Kostry Костры (O.Felzman – A. Kowaljow) Sol. S. Iwanow und P. Bogatschow
- Kotelok Котелок (B. Karamyschew – M. Matussowski)
- Krasnoflotskaja ulybka Краснофлотская улыбка (N. Budaschkin – A. Fidrowski) Sol. Oleg Rasumowski
- Krasnoflotskaja Краснофлотская (W. Alexandrow-Koptelow – A. Surikow)
- Kreiser Awrora Крейсер «Аврора» (W. Schainski – M. Matussowski)
- Kubanskaja kasatschja Кубанская казачья (M. Blanter – A. Surkow)
- Kubanskaja pochodnaja Кубанская походная (W. Krutschinin – L. Oschanin)
- Kurgany Курганы (W. Solowjow-Sedoi – Je. Dolmatowski) Sol. Konstantin Gerassimow

### L
- Lastotschka-kassatotschka Ласточка-касаточка (Je. Scharkowski – O. Kolytschew) Sol. Oleg Rasumowski
- Lenin schiw w soldatskom serdze Ленин жив в солдатском сердце (B. Alexandrow – S. Benke)
- Leninskaja gwardija Ленинская гвардия (B. Alexandrow – M. Chotimski) Sol. Leonid Charitonow
- Lessom-perelessotschkom Лесом-перелесочком (M. Fradkin)
- Liturgija Литургия (P. Tschaikowski)
- Ljubimyje, wspomnite nas Любимые, вспомните нас (B. Alexandrow – N. Dobronrawow) Sol. Jewgeni Beljajew
- Lutschsche netu towo zwetu Лучше нету того цвету (M. Blanter – M. Issakowski) Sol. Iwan Bukrejew
- Lutschsche netu towo zwetu Лучше нету того цвету (M. Blanter – M. Issakowski) Sol. Wiktor Nikitin

### M
- Malysch (ispanskaja) Малыш (испанская) Sol. Jewgeni Beljajew
- Marsch artillerii Марш артиллерии (A. Nowikow – S. Wassiljew)  Sol. Oleg Rasumowski und Juri Laut Юрий Лаут
- Marsch artilleristow Марш артиллеристов (T. Chrennikow – W. Gussew)
- Marsch Budjonnowo Марш Будённого (Brüder Pokrass – A. D'Aktil)
- Marsch ljottschikow Марш лётчиков (M. Fradkin – M. Matussowski)
- Marsch pogranitschnych woisk Марш пограничных войск (W. Muradeli – F. Laube)
- Marsch saschtschitnikow Moskwy Марш защитников Москвы (B.Mokroussow – A.Surkow)
- Marsch solidarnosti (S.Tulikow – A.Sofronow) Sol. Wadim Ruslanow Марш солидарности
- Marschal Schukow i pobeda Маршал Жуков и победа (E. Kolmanowski – Je. Dolmatowski)
- Matrosski wals Матросский вальс (W. Sorokin – S. Fogelson) Sol. Oleg Rasumowski
- Minuta moltschanija Минута молчания (B. Alexandrow – S. Ostrowoi) Sol. Leonid Charitonow
- Mirnaja strana Мирная страна (A. Awerkin – A. Turkin) Sol. Wadim Ruslanow
- Moio Podmoskowje Моё Подмосковье (O. Felzman – A. Sofronow) Sol. Jewgeni Beljajew
- Moja ljubimaja Моя любимая (M. Blanter – Je. Dolmatowski) Sol. Leonid Pschenitschny
- Moja Moskwa Моя Москва (I. Dunajewski – S. Agranjan, M. Lisjanski) Sol. Boris Schaiworonok
- Moja ottschisna Моя отчизна (O. Felzman – L. Oschanin) Sol. Leonid Charitonow
- Molodaja strojewaja Молодая строевая (P. Akulenko – Ja. Schwedow) Sol. Georgi Babajew und Wladimir Putschkow
- Molodjoschnaja Молодёжная (I. Dunajewski – W. Lebedew-Kumatsch)
- Molodost Молодость (M. Minkow – E.Bagrizki)
- Morskaja gwardija Морская гвардия (Ju. Miljutin – W. Lebedew-Kumatsch) Sol. Konstantin Gerassimow
- Moskwa Pekin Москва – Пекин (W. Muradeli – M. Werschinin) Sol. Konstantin Gerassimow
- Moskwa Москва (D. Tuchmanow – B. Dubrowin) Sol. Wassili Schtefuza
- My – armija naroda Мы – армия народа  (G. Mowsesjan – R. Roschdestwenski) Sol. Sergei Iwanow und Pjotr Bogatschow
- My idjom ot sawodow i paschen Мы идём от заводов и пашен (M. Blanter – I. Selwinski)
- My sa mir Мы за мир (S. Tulikow – A. Scharow) Sol. Konstantin Gerassimow
- My sa mir Мы за мир (S. Tulikow – A. Scharow) Sol. Oleg Rasumowski

### N
- Na solnetschnoi poljanotschke На солнечной поляночке (W. Solowjow-Sedoi – A. Fatjanow) Sol. Alexei Martynow
- Nasch soldat Наш солдат (L. Ljadowa – A. Scharow) Sol. Iwan Bukrejew
- Ne kolokoltschik pod dugoi Не колокольчик под дугой (S. Saslawski – A. Sofronow) Sol. Jewgeni Beljajew
- Ne posluschisch – ne usnajesch Не послужишь – не узнаешь (S. Tulikow – W. Malkow) Sol. Je.Burtschakow
- Ne stareiut duschoi weterany Не стареют душой ветераны (S. Tulikow – Ja. Belinski) Sol. Leonid Charitonow
- Nebesnyje bratja Небесные братья (A. Awerkin – P. Gradow) Sol. Wadim Ruslanow
- Nedaljok tot denjok Недалёк тот денёк (A. Nowikow – S. Alymow)
- Nespokoino rodnoje more Неспокойно родное море (A. Alexandrow – N. Labkowski) Sol. Wiktor Nikitin
- Nesrimowo fronta soldaty Незримого фронта солдаты (A. Nowikow – P. Gradow) Sol. Wadim Ruslanow
- Net Rossii drugoi Нет России другой (B. Terentjew – Je. Sinizyn) Sol. Alexei Sergejew
- Nitschewo ne goworila Ничего не говорила (W. Solowjow-Sedoi – A. Fatjanow) Sol. Alexei Sergejew
- Noworossijskije kuranty Новороссийские куранты (D. Schostakowitsch – K. Alemassowa)

### O
- O skaly, granitnyje skaly О скалы, гранитные скалы (B. Terentjew – N. Bukin) Sol. Alexei Sergejew
- Oblaka Облака (A. Nowikow – P. Gradow) Sol. Wassili Schtefuza
- Odnoswutschno gremit kolokoltschik Однозвучно гремит колокольчик (K. Sidorowitsch – I. Makarow) Sol. Alexei Martynow
- Ofizerski wals Офицерский вальс (O. Felzman – B. Razer, W. Konstantinow) Sol. Alexei Martynow
- Ognennyje gody Огненные годы (W. Solowjow-Sedoi – Je. Dolmatowski)
- Ognewyje gody Огневые годы (B. Terentjew – S.Ostrowoi)
- Ogonjok Огонёк (? – M. Issakowski) Sol. Boris Schaiworonok
- Oj da ty, solowuschko Ой да ты, соловушко (A. Nowikow – W. Charitonow) Sol. W. Putschkow und W. Bytschejew
- Oj ty, rosch Ой ты, рожь (A. Doluchanjan – A. Prischelez) Sol. Jewgeni Beljajew
- Orlinoje plemja Орлиное племя (A. Alexandrow – W. Lebedew-Kumatsch)
- Ossedlaiu konja Оседлаю коня (A. Warlamow – A. Kolzow) Sol. Jewgeni Tolstow
- Otgremeli pod Moskwoi dawno boi Отгремели под Москвой давно бои (A. Kukuschkin – W. Sischenkowa) Sol. Eduard Labkowski

### P
- Pad serebrjanaja Падь серебряная (K. Listow – Je. Dolmatowski)
- Pamjat serdza Память сердца (I. Lutschenok – M. Jassen) Sol. Boris Schaiworonok
- Pamjat Память (A. Eschpai – R. Roschdestwenski)
- Parad Pobedy Парад Победы (W. Pleschak – W. Lewtow) Sol. Leonid Pschenitschny
- Paren choroschi Парень хороший (A. Doluchanjan – L. Nekrassowa) Sol. Iwan Bukrejew
- Parni obyknowennyje Парни обыкновенные (O. Karawaitschuk – S. Belikow)
- Partbilety Партбилеты (M. Fradkin – Je. Jewtuschenko)
- Patriotitscheskaja pesn Патриотическая песнь (M. Glinka)
- Pesnja borzow sa mir Песня борцов за мир (W. Muradeli – W. Charitonow) Sol. Leonid Charitonow
- Pesnja brjanskich partisan Песня брянских партизан (D. Kabalewski – W. Lebedew-Kumatsch) Sol. Jewgeni Beljajew und Alexei Sergejew
- Pesnja dessantnikow Песня десантников (M. Minkow – I. Schaferan) Sol. Eduard Labkowski
- Pesnja jamschtschika Песня ямщика (A. Guriljow – K. Bachturin) Sol. Oleg Rasumowski
- Pesnja mira i druschby Песня мира и дружбы (W. Schainski, M. Iordanski – M. Lisjanski) Sol. Wladimir Putschkow
- Pesnja mira Песня мира (D. Schostakowitsch – Je. Dolmatowski)
- Pesnja molotoboiza Песня молотобойца (P. Siger – L. Cheis/S. Bolotin und T. Sikorskaja) Sol. Alexei Sergejew
- Pesnja o Bljuchere Песня о Блюхере (A. Alexandrow – S. Alymow) Sol. W. Pankow und Georgi Babajew
- Pesnja o daljokoi Rodine (M. Tariwerdijew – R. Roschdestwenski) Sol. Wadim Ruslanow Песня о далёкой Родине
- Pesnja o Dnepre Песня о Днепре (M. Fradkin – Je. Dolmatowski) Sol. Stanislaw Frolow
- Pesnja o Dowatore Песня о Доваторе (W. Olownikow – A. Losnewoi) Sol. Oleg Rasumowski
- Pesnja o Klime Woroschilowe Песня о Климе Ворошилове (A. Alexandrow – O. Kolytschew) Sol. Georgi Babajew und Jusef Laut
- Pesnja o Krasnoi Presne Песня о Красной Пресне (M. Fradkin – Je. Dolmatowski)
- Pesnja o Lenine Песня о Ленине (M. Blanter – C. Smirnow)
- Pesnja o Leningrade Песня о Ленинграде (M. Blanter – K. Simonow)
- Pesnja o narkome Timoschenko Песня о наркоме Тимошенко (A. Alexandrow – W. Lebedew-Kumatsch)
- Pesnja o partii Песня о партии (B. Alexandrow – A. Dostal)
- Pesnja o Prage Песня о Праге (M. Blanter – Ja. Dijetl/W. Liwschiz) Sol. Iwan Bukrejew
- Pesnja o raketach Песня о ракетах (W. Muradeli – M. Werschinin)
- Pesnja o Rossii Песня о России (D. Kabalewski – A. Prischelez) Sol. Jewgeni Beljajew
- Pesnja o russkom soldate Песня о русском солдате (K. Akimow – K. Filippowa) Sol. Waleri Gawwa
- Pesnja o Schtschorse Песня о Щорсе (M. Blanter – M. Golodny)
- Pesnja o Sowetskoi Armii Песня о Советской Армии (A. Alexandrow – O. Kolytschew)
- Pesnja o Staline Песня о Сталине (A. Alexandrow – S. Alymow)
- Pesnja o Stalinskom flote Bytschejew Песня о Сталинском флоте (B. Terentjew – N. Fljorow) Sol. W. Bytschejew
- Pesnja o trewoschnoi molodosti ) Песня о тревожной молодости (A. Pachmutowa – L. Oschanin
- Pesnja o wolschskom bogatyre Песня о волжском богатыре (M. Fradkin) Sol. Boris Schapenko
- Pesnja pogranitschnika Песня пограничника (W. Muradeli – W. Malkow)
- Pesnja pogranitschnikow Песня пограничников (D. Pokrass – A. Scharow)
- Pesnja pro ballistitscheskuju raketu Песня про баллистическую ракету (S. Tulikow – M. Andronow) Sol. Alexei Sergejew und Konstantin Gerassimow
- Pismo is glubiny Письмо из глубины (W. Kalistratow – M. Reitman) Sol. Eduard Labkowski
- Pjaty okean Пятый океан (W. Korosteljow – W. Beschajew) Sol. Eduard Labkowski
- Pleschtschut cholodnyje wolny Плещут холодные волны (F. Bogorodizki – Ja. Repninski) Sol. Jewgeni Beljajew und Andrei Kuslejew
- Pleschtschut cholodnyje wolny Плещут холодные волны (F. Bogorodizki – Ja. Repninski) Sol. Wiktor Nikitin
- Po dikim stepjam Sabaikalja По диким степям Забайкалья (volkstümlich – I. Kondratjew) Sol. Wladimir Katerinski
- Po menschei mere По меньшей мере (A.Doluchanjan – M.Lisjanski) Sol. Iwan Bukrejew
- Po morjam, po wolnam По морям, по волнам (K. Listow – A. Surkow)
- Pobeda Победа (W. Schainski – L. Oschanin) Sol. Wadim Ruslanow
- Pobediteli Победители (I. Lutschenok – W. Dobronrawow)
- Pod naschimi sportiwnymi snamjonami Под нашими спортивными знамёнами (M. Blanter – Ja. Chelemski)
- Pod swjosdami balkanskimi Под звёздами балканскими (M. Blanter – M. Issakowski) Sol. Eduard Labkowski
- Pod wolnoiu Под волною (A. Doluchanjan – M. Lisjanski) Sol. Iwan Bukrejew
- Poema ob Ukraine Поэма об Украине (A. Alexandrow – O. Kolytschew) Sol. Waleri Gawwa
- Pogranitschny snak Пограничный знак (Je. Scharkowski – W. Charitonow) Sol. Alexei Sergejew
- Poi, soldat Пой, солдат (A. Doluchanjan – L. Nekrassowa) Sol. Jewgeni Beljajew
- Poka ne posdno Пока не поздно (A. Pachmutowa – N. Dobronrawow) Sol. Eduard Labkowski
- Poklonis pechote Поклонись пехоте (A. Nowikow – A. Twardowski)
- Poljuschko-pole (1934) Полюшко-поле (1934) (L. Knipper – W. Gussew)
- Poljuschko-pole (1962) Полюшко-поле (1962) (L. Knipper – W. Gussew)
- Polka Полька (M. Glinka)
- Polkowoi orkestr Полковой оркестр (L. Ljadowa – G. Chodossow) Sol. Wadim Ruslanow und Wladimir Schkapzow
- Polossotschka nitscheinoi tischiny Полосочка ничейной тишины (S. Tulikow – M. Pljazkowski) Sol. Iwan Bukrejew
- Poputnaja pesnja Попутная песня (M. Glinka – N. Kukolnik)
- Pora w put dorogu Пора в путь дорогу (W. Solowjow-Sedoi – S. Fogelson) Sol. Boris Schaiworonok
- Pora w put dorogu Пора в путь дорогу (W. Solowjow-Sedoi – S. Fogelson) Sol. Oleg Rasumowski
- Po-strojewomu, po-bojewomu По-строевому, по-боевому (D. Lwow-Kompaneiez – Je. Dolmatowski)
- Prawda weka Правда века (A.Pachmutowa – S. Grebennikow und N. Dobronrawow)
- Proschtschaite, skalistyje gory Прощайте, скалистые горы (Je. Scharkowski – N. Bukin) Sol. Boris Schaiworonok
- Proschtschalnaja kawaleriskaja Прощальная кавалерийская (B. Mokroussow – G. Dobrschinski)
- Proschtschanije slawjanki Прощание славянки (W. Agapkin – A. Fedotow, Ju. Lednjow)
- Proschtschanije soldata (narodnaja) Прощание солдата (народная) Sol. Alexei Sergejew
- Prowoschal otez synotschka Провожал отец сыночка (S. Kompaneiez – Ja. Schwedow) Sol. I.Kusnezow
- Puschki moltschat dalnoboinyje Пушки молчат дальнобойные (M. Blanter – M. Matussowski) Sol. Boris Schapenko
- Put daleki do Tippereri Путь далекий до Типперери (D. Dschadsch – S. Bolotin) Sol. Oleg Rasumowski
- Puti soldatskije Пути солдатские (B. Alexandrow – B. Dubrowin) Sol. Iwan Bukrejew und Eduard Labkowski

### R
- Ras, dwa Раз, два (W. Solowjow-Sedoi – S. Fogelson) Sol. Iwan Bukrejew und Wadim Ruslanow
- Rasstrel kommunarow Андрей Куслеев Расстрел коммунаров  (W. Tan-Bogoras) Sol. Jewgeni Beljajew und Andrei Kuslejew
- Raswe tot muschtschina? Разве тот мужчина? (O. Felzman – R. Gamsatow/Ja. Koslowski) Sol. Wadim Ruslanow
- Raswedka Разведка (K. Listow – L. Oschanin) Sol. N. Ustinow
- Rewoljuzionny marsch Революционный марш (M. Fradkin – I. Resnik)
- Rodina ljubimaja moja Родина любимая моя (S. Tulikow – Ju. Poluchin)
- Rodina slyschit Родина слышит (D. Schostakowitsch – Je. Dolmatowski) Sol. Jewgeni Beljajew
- Rodina Родина (A. Poljatschek – F. Sawinow) Sol. Jewgeni Beljajew
- Rodina Родина (S. Tulikow – Ju. Poluchin) Sol. Boris Schapenko
- Rodnaja armija Родная армия (A. Abramow – R. Plaksin) Sol. Sergei Iwanow und Pjotr Bogatschow
- Rodnaja partija Родная партия (O. Felzman – A. Sofronow)
- Rodnaja strana Родная страна (G. Mowsesjan – W. Gin) Sol. Eduard Labkowski
- Rodnoi Sewastopol Родной Севастополь (W. Makarow – S. Alymow) Sol. Oleg Rasumowski
- Rossija Россия (A. Nowikow – S. Alymow) Sol. Wassili Schtefuza
- Rossija Россия (A. Nowikow – S. Alymow) Sol. Wladimir Putschkow
- Rostow-gorod Ростов-город (M. Blanter – A. Sofronow) Sol. Iwan Bukrejew
- Russkaja garmon Русская гармонь (W. Muradeli – Je. Sawinow) Sol. Iwan Bukrejew
- Russkaja pesnja Русская песня (A. Pachmutowa – N. Dobronrawow) Sol. Wadim Ruslanow
- Russkaja pesnja Русская песня (W. Lewaschow – W. Lasarew) Sol. Wassili Schtefuza
- Russki marsch Русский марш (A. Maschukow – B. Dubrowin) Sol. Leonid Pschenitschny
- Russkoje pole Русское поле (Ja. Frenkel – I. Goff) Sol. Jewgeni Beljajew

### S
- Saljuty Rodiny Салюты Родины (L. Ljadowa – W. Sokolow)
- Samowary-samopaly Самовары-самопалы (A. Nowikow – S. Alymow) Sol. W.Nikitin und S.Tibajew
- Samutschen tjascholoi newolei Замучен тяжёлой неволей (G. Matschtet)
- Saschglas sarja wetschernjaja Зажглась заря вечерняя (B. Mokroussow – N. Gleisarow)
- Sawetny kamen Заветный камень (B. Mokroussow – A. Scharow) Sol. Waleri Gawwa
- Schagai, soldat Шагай, солдат (A. Fljarkowski – W. Semernin) Sol. Wassili Jelissejew
- Schagaiut morjaki Шагают моряки[15] (B. Terentjew – W. Godow)
- Schdi soldata Жди солдата (B. Mokroussow – S. Ostrowoi) Sol. Iwan Bukrejew
- Schire schag Шире шаг (P. Akulenko – S. Alymow)
- Schli burlaki Шли бурлаки (B. Mokroussow – W. Charitonow)
- Schli po Presne soldaty Шли по Пресне солдаты (O. Felzman – S. Ostrowoi)
- Schli Soldaty[16] Шли Солдаты Šli Soldaty (B. A. Alexandrow – A. Dostal)
- Schtschit i metsch Щит и меч (P. Owsjannikow – S. Wolkow) Sol. Eduard Labkowski
- Schturwalny s Marata Штурвальный с «Марата» (M. Blanter – A. Surkow)
- Schumel surowo brjanski les Шумел сурово брянский лес (S. Kaz – A. Sofronow) Sol. Alexei Sergejew
- Schumel surowo brjanski les Шумел сурово брянский лес (S. Kaz – A. Sofronow) Sol. Leonid Charitonow
- Schurawli Журавли  (Ja. Frenkel – R. Gamsatow) Sol. Wadim Ruslanow
- Sdes Lenin schil Здесь Ленин жил (B. Terentjew – A. Fatjanow) Sol. Leonid Charitonow
- Sdrawiza nascha  Здравица наша (S. Binkin – M. Wladimow)
- Sedina Седина (A. Ekimjan – F. Laube) Sol. Leonid Charitonow
- Semero bratjew Семеро братьев (B. Terentjew – A. Godow)
- Semlja prowoschajet tebja Земля провожает тебя (A. Doluchanjan – M. Lisjanski) Sol. Eduard Labkowski
- Serdze Kutusowa Сердце Кутузова (M. Fradkin – Je. Dolmatowski) Sol. Wadim Ruslanow
- Simni wetscher Зимний вечер (M. Jakowlew – A. Puschkin) Sol. Wiktor Nikitin
- Slawa tebe, komsomol Слава тебе, комсомол (W. Muradeli – A. Prischelez)
- Sluschai, Semlja Слушай, Земля (E. Kolmanowski – A. Krawtschenko) Sol. Wadim Ruslanow
- Sluschai Слушай (P. Sokalski – I. Golz-Miller) Sol. Wassili Jelissejew[17]
- Sluschaite, krassawizy Слушайте, красавицы (Je. Martynow – M. Pljazkowski) Sol. Sergei Iwanow i Pjotr Bogatschow
- Sluschit paren w dalekoi storonke Служит парень в далекой сторонке (L. Schaz – W. Alfjorow) Sol. Jewgeni Beljajew
- Slyschisch, Parisch Слышишь, Париж (A. Ostrowski – L. Oschanin) Sol. Wadim Ruslanow
- Smelo my w boi poidjom Smert partisana Смело мы в бой пойдём Смерть партизана (A. Alexandrow – O. Kolytschew) Sol. W. Nikitin und A. Schilow
- Smugljanka Смуглянка (A. Nowikow – Ja. Schwedow) Sol. N. Ustinow und W. Nikitin
- Soldatotschka Солдаточка (M. Blanter – M. Matussowski) Sol. Iwan Bukrejew
- Soldatski priwet Солдатский привет (N. Bogoslowski – M. Pljazkowski)
- Soldatski stroi Солдатский строй (I. Jakuschenko – I. Schaferan) Sol. Sergei Iwanow
- Soldatskije materi Солдатские матери (B. Alexandrow – S. Benke) Sol. Jewgeni Beljajew
- Soldatskije pribautki Солдатские прибаутки (A. Doluchanjan – G. Chodossow) Sol. Jewgeni Beljajew und Wadim Ruslanow
- Soldaty, wy wsegda w stroiu Солдаты, вы всегда в строю (K. Moltschanow – Ju. Kamenezki) Sol. A. Sibirzew und W. Schkapzow
- Solowji Соловьи (W. Solowjow-Sedoi – A. Fatjanow) Sol. Alexei Martynow
- Solowji Соловьи (W. Solowjow-Sedoi – A. Fatjanow) Sol. Wiktor Nikitin
- Sorokowyje Сороковые (I. Katajew – D. Samoilow) Sol. Eduard Labkowski
- Sowetskaja armija Советская армия (B. Alexandrow – Je. Dolmatowski)
- Spustilas notsch Спустилась ночь (L. Utessow – I. Fradkin) Sol. Oleg Rasumowski
- Starina Ural Старина Урал (O. Felzman – R. Roschdestwenski)
- Stoi, kto idjot! Стой, кто идёт! (W. Muradeli – Je. Dolmatowski) Sol. W. Dmitrijew
- Stoit utjos Стоит утёс (S. Kaz – N.Doriso und L. Kondyrew) Sol. W. Bytschejew
- Storonka rodnaja Сторонка родная (A. Alexandrow – S. Michalkow) Sol. Georgi Babajew
- S tschewo natschinajetsja Rodina С чего начинается Родина (W. Basner – M. Matussowski) Sol. Jewgeni Beljajew
- Swesda Pobedy Звезда Победы (B. Terentjew – L. Kukso)
- Swjatoje leninskoje snamja Святое ленинское знамя (A. Alexandrow – O. Kolytschew)
- Swjosdy miloi Rodiny Звёзды милой Родины (I. Dunajewski – M. Matussowski) Sol. Alexei Sergejew
- Syn Otetschestwa Сын Отечества (S. Tulikow – W. Lasarew) Sol. Leonid Charitonow
- Syn Rossii Сын России (S. Tulikow – W. Charitonow) Sol. Leonid Charitonow

### T
- Tanki bystrochodnyje Танки быстроходные (M. Blanter – Ja. Chelemski)
- Tatschanka Тачанка[18] (K. Listow – M. Ruderman)
- Treti batalon Третий батальон (B. Mokroussow – A. Fatjanow) Sol. Alexei Sergejew
- Tri saweta Три завета (I.Schamo – Ju. Rybtschinski/E. Michailow) Sol. Jewgeni Beljajew
- Tridzat tschetwjorka Тридцать четвёрка (S. Kompaneiez – O. Kolytschew) Sol. Georgi Babajew
- Troika Тройка (P. Bulachow – P. Wjasemski) Sol. Pjotr Twerdochlebow
- Tschapajewskaja pochodnaja Чапаевская походная (N. Lewi – A. Surkow)
- Tschassowoi na postu Часовой на посту (A. Doluchanjan – M. Lisjanski) Sol. Wadim Ruslanow
- Tscheres dwe simy Через две зимы (W. Schainski – M. Pljazkowski) Sol. Iwan Bukrejew
- Tscherjomucha Черёмуха (M. Blanter – M. Issakowski) Sol. Iwan Bukrejew
- Tschernoglasaja kasatschka Черноглазая казачка (M. Blanter – I. Selwinski)
- Tschetyre morjaka Четыре моряка (Ju. Slonow – A. Krassowski)
- Tschetyre soldata Четыре солдата (O. Felzman – S. Gudsenko) Sol. Leonid Pschenitschny
- Tschetyre soldata Четыре солдата (O. Felzman – S. Gudsenko) Sol. Iwan Bukrejew
- Tschorny woron Чёрный ворон (volkstümlich – N. Werjowkin)
- Tulskaja oboronnaja Тульская оборонная (A. Nowikow – W. Gurjan)
- Tulskaja oboronnaja Тульская оборонная (A. Nowikow – W. Gurjan) Sol. Eduard Labkowski
- Twoi soldat Твой солдат (W. Gamalija – A. Sofronow) Sol. Sergei Iwanow und Pjotr Bogatschow
- Ty potschaschtsche soldatu pischi Ты почаще солдату пиши (B. Terentjew – S. Benke) Sol. Alexei Usmanow
- Ty u nas odna Ты у нас одна (A. Doluchanjan – M. Lisjanski) Sol. Wassili Schtefuza

### U
- U matrossow net woprossow У матросов нет вопросов (L. Ljadowa – B. Reingold) Sol. S.Iwanow und P. Bogatschow
- U rodnowo rubescha У родного рубежа (W. Sorokin – W. Asarow) Sol. Georgi Babajew
- U rodnowo rubescha У родного рубежа (W. Sorokin – W. Asarow) Sol. N.Gerassimow
- U soldata wsjo naidjotsja У солдата всё найдётся (Je. Ptitschkin – W. Charitonow) Sol. Iwan Surschikow
- Uchodil na woinu sibirja Уходил на войну сибиря (N. Krjukow – Je. Dolmatowski) Sol. W. Katerinski
- Ujesschal ja w armiu Уезжал я в армию (S. Tulikow – W. Malkow) Sol. Jewgeni Beljajew
- Uwesu tebja ja w tundru Увезу тебя я в тундру (M. Fradkin – M. Pljazkowski) Sol. Jewgeni Beljajew
- Uwesu tebja ja w tundru Увезу тебя я в тундру (M. Fradkin – M. Pljazkowski) Sol. Iwan Bukrejew

### V
[kein Eintrag]

### W
- W boi sa Rodinu В бой за Родину (S. Kompaneiez – L. Oschanin) Sol. Oleg Rasumowski
- W dobry tschas! В добрый час! (K. Listow – A. Scharow) Sol. Oleg Rasumowski
- W lessu prifrontowom  В лесу прифронтовом (M. Blanter – M. Issakowski)
- W okeanskoi dali В океанской дали  (B. Korostyljow – W. Beschajew) Sol. Sergei Iwanow und Pjotr Bogatschow
- W pesnjach ostanemsja my В песнях останемся мы (A. Pachmutowa – N. Dobronrawow)
- W pochod В поход (A. Alexandrow – A. Prokofjew)
- W saschtschitu mira В защиту мира (W. Bely – I. Frenkel)
- W semljanke В землянке (K. Listow – A. Surkow) Sol. Jewgeni Beljajew
- W semljanke В землянке (K. Listow – A. Surkow) Sol. Leonid Pschenitschny
- Wals podwodnikow Вальс подводников  (B. Alexandrow – I. Morosow) Sol. Iwan Bukrejew
- Weliki prasdnik Oktjabrja Великий праздник Октября  (B. Alexandrow – S. Benke) Sol. Stanislaw Frolow
- Wernost Верность (S. Tulikow – M. Pljazkowski)
- Wesjoly sapewala (A. Nowikow – W. Gurjan) Весёлый запевала
- Weterany Ветераны (B. Alexandrow – S. Benke) Sol. Walentin Anissimow
- Wetschny ogon Вечный огонь (S. Binkin – S. Walschonok) Sol. Walentin Anissimow
- „Widen sokol po poljotu“ „Виден сокол по полёту“  (L. Ljadowa – G. Chodossow)
- Wo slawu schisni Во славу жизни (M. Blanter – A. Sofronow)
- Wokalny oktet Kr.APP SA Wesna sorok pjatowo goda (Je. Dolmatowski) Sol. I. Bukrejew und B. Schimjakow Вокальный октет Кр.АПП СА Весна сорок пятого года
- Wolschskaja burlazkaja Волжская бурлацкая  (A. Alexandrow – O. Kolytschew) Sol. Alexei Sergejew

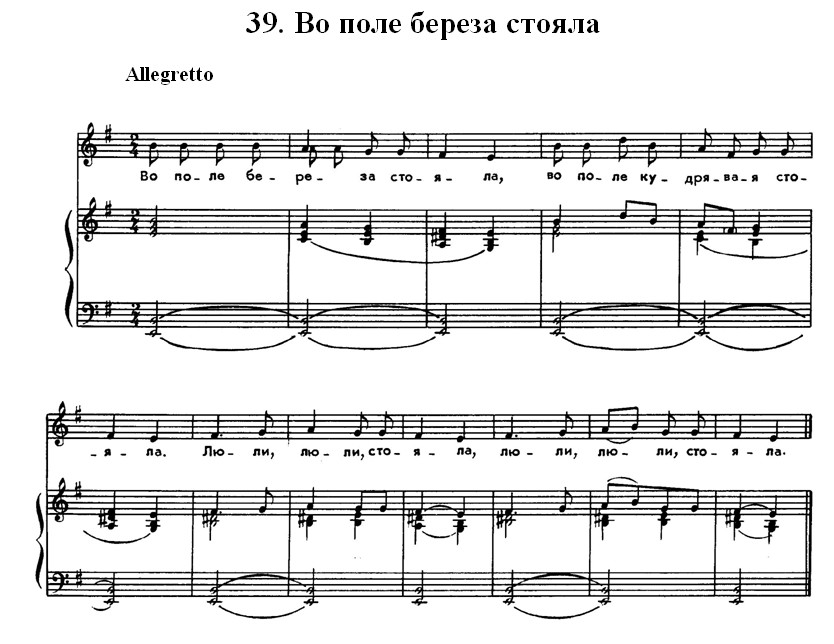
Noten zu Wo pole berjosa stojala

- Wo pole berjosa stojala Во поле берёза стояла (Volkslied) Sol. Nikolai Gres
- Wospominanije ob Alschire Воспоминание об Алжире  (W. Muradeli – Je. Dolmatowski) Sol. Alexei Sergejew
- Wragi soschgli rodnuju chatu Враги сожгли родную хату (M. Blanter – M. Issakowski) Sol. Boris Schaiworonok
- Wse sa Rodinu Все за Родину (T. Chrennikow – W. Gussew)
- Wse sowut tebja neschno Aljonuschkoi (?) Все зовут тебя нежно Алёнушкой (?) Sol. Alexei Martynow
- Wsegda s toboi Всегда с тобой (M. Fradkin – I. Resnik)
- Wsja strana – eto nascha rabota Вся страна – это наша работа (B. Terentjew – W. Charitonow) Sol. Eduard Labkowski
- Wstretscha Budjonnowo s kasakami Встреча Будённого с казаками (W. Solowjow-Sedoi – A. Tschurkin) Sol. Boris Schkapenko
- Wstretscha s Woschdjom Встреча с Вождём (A. Alexandrow – P. German) Sol. Wiktor Nikitin
- Wyssoko orjol letajet Высоко орёл летает (P. Akulenko – A. Kowalenkow) Sol. Wladimir Gorlanow

### Z
- Zjemesskaja buchta Цемесская бухта (B. Terentjew – A. Sofronow)

## Komponisten
| - A. Abramow (А. Абрамов) - L. Afanasjew (Л. Афанасьев) - W. Agapkin (В. Агапкин) - K. Akimow (К. Акимов) - P. Akulenko (П. Акуленко) - A. Alexandrow (А. Александров) - B. Alexandrow (Б. Александров) - A. Awerkin (А. Аверкин) - M. Balakirew (М. Балакирев) - W. Basner (В. Баснер) - W. Bely (В. Белый) - S. Binkin (З. Бинкин) - M. Blanter (М. Блантер) - F. Bogorodizki (Ф. Богородицкий) - N. Bogoslowski (Н. Богословский) - N. Budaschkin (Н. Будашкин) - P. Bulachow (П. Булахов) - W. Chils (В. Хильс) - T. Chrennikow (Т. Хренников) - P. Degeyter - Je. Dolmatowski (Е. Долматовский) - A. Doluchanjan (А. Долуханян) - D. Dschadsch (Д. Джадж) - I. Dserschinski (И. Дзержинский) - I. Dunajewski (И. Дунаевский) - A. Ekimjan (А. Экимян) | - A. Eschpai (А. Эшпай) - O. Felzman (О. Фельцман) - B. Figotin (Б. Фиготин) - A. Fljarkowski (А. Флярковский) - M. Fradkin (М. Фрадкин) - Ja. Frenkel (Я. Френкель) - W. Gamalija (В. Гамалия) - B. Gastew (Б. Гастев) - W. Gewiksman (В. Гевиксман) - M. Glinka (М. Глинка) - A. Guriljow (А. Гурилёв) - M. Iordanski (М. Иорданский –) - M. Jakowlew (М. Яковлев) - I. Jakuschenko (И. Якушенко) - D. Kabalewski (Д. Кабалевский) - W. Kalistratow (В. Калистратов) - B. Karamyschew (Б. Карамышев) - Je. Karassew (Е. Карасев) - O. Karawaitschuk (О. Каравайчук) - I. Katajew (И. Катаев) - S. Kaz (С. Кац) - L. Knipper (Л. Книппер) - E. Kolmanowski (Э. Колмановский) - S. Kompaneiez (З. Компанеец) - B. Korostyljow (Б. Коростылёв) - N. Krjukow (Н. Крюков) | - W. Krutschinin (В. Кручинин) - A. Kukuschkin (А. Кукушкин) - O. di Lasso (Орландо ди Лассо) - W. Lewaschow (В. Левашов) - N. Lewi (Н. Леви) - K. Listow (К. Листов) - L. Ljadowa (Л. Лядова) - I. Lutschenok (И. Лученок) - D. Lwow-Kompaneiez (Д. Львов-Компанеец) - W. Makarow (В. Макаров) - Je. Martynow (Е. Мартынов) - A. Maschukow (А. Мажуков) - Ju. Miljutin (Ю. Милютин) - M. Minkow (М. Минков) - B. Mokroussow (Б. Мокроусов) - K. Moltschanow (К. Молчанов) - G. Mowsesjan (Г. Мовсесян) - W. Muradeli (В. Мурадели) - A. Nowikow (А. Новиков) - W. Olownikow (В. Оловников) - A. Ostrowski (А. Островский) - P. Owsjannikow (П. Овсянников) - A. Pachmutowa (А. Пахмутова) - W. Pleschak (В. Плешак) - Brüder Pokrass (Братья Покрасс) - D. Pokrass (Д. Покрасс) | - A. Poljatschek (А. Полячек) - Je. Ptitschkin (Е. Птичкин) - Je. Rodygin (Е. Родыгин) - S. Saslawski (С. Заславский) - W. Schainski (В. Шаинский) - I. Schamo (И. Шамо) - Je. Scharkowski (Е. Жарковский) - L. Schaz (Л. Шац) - D. Schostakowitsch (Д. Шостакович) - K. Sidorowitsch (К. Сидорович) - P. Siger (П. Сигер) - Ju. Slonow (Ю. Слонов) - P. Sokalski (П. Сокальский) - W. Solowjow-Sedoi (В. Соловьёв-Седой) - W. Sorokin (В. Сорокин) - M. Tabatschnikow (М. Табачников) - M. Tariwerdijew (М. Таривердиев) - B. Terentjew (Б. Терентьев) - P. Tschaikowski (П. Чайковский) - S. Tschernezki (С. Чернецкий) - D. Tuchmanow (Д. Тухманов) - S. Tulikow (С. Туликов) - A. Turischtschew (А. Турищев) - L. Utessow (Л. Утесов) - A. Warlamow (А. Варламов) |

## Textdichter
| - S. Agranjan (С. Агранян) - K. Alemassowa (К. Алемасова) - W. Alfjorow (В. Алфёров) - S. Alymow (С. Алымов) - M. Andronow (М. Андронов) - M. Antscharow (М. Анчаров) - W. Asarow (В. Азаров) - K. Bachturin (К. Бахтурин) - E. Bagrizki (Э. Багрицкий) - S. Belikow (С. Беликов) - Ja. Belinski (Я. Белинский) - S. Benke (С. Бенке) - W. Beschajew (В. Бежаев) - S. Bolotin (С. Болотин) - N. Bukin (Н. Букин) - W. Charitonow (В. Харитонов) - L. Cheis (Л. Хейс) - Ja. Chelemski (Я. Хелемский) - G. Chodossow (Г. Ходосов) - M. Chotimski (М. Хотимский) - A. D'Aktil (А. Д'Актиль) - Ja. Dijetl (Я. Диетл) - N. Dobronrawow (Н. Добронравов) - G. Dobrschinski (Г. Добржинский) - Je. Dolmatowski (Е. Долматовский) - N. Doriso (Н. Доризо) - A. Dostal (А. Досталь) - B. Dubrowin (Б. Дубровин) - A. Fatjanow (А. Фатьянов) - A. Fedotow (А. Федотов) - G. Fere (Г. Фере) - A. Fidrowski (А. Фидровский) - K. Filippowa (К. Филиппова) - N. Fljorow (Н. Флёров) - S. Fogelson (С. Фогельсон) - I. Fradkin (И. Фрадкин) - I. Frenkel (И. Френкель) - A. Galitsch (А. Галич) | - R. Gamsatow (Р. Гамзатов) - B. Gastew (Б. Гастев) - P. German (П. Герман) - W. Gin (В. Гин) - N. Gleisarow (Н. Глейзаров) - W. Godow (В. Годов) - I. Goff (И. Гофф) - M. Golodny (М. Голодный) - I. Golz-Miller (И. Гольц-Миллер) - P. Gradow (П. Градов) - S. Grebennikow (С. Гребенников) - R. Greinz (Р. Грейнц) - S. Gudsenko (С. Гудзенко) - W. Gurjan (В. Гурьян) - W. Gussew (В. Гусев) - M. Issakowski (М. Исаковский) - M. Jassen (М. Ясень) - Je. Jewtuschenko (Е. Евтушенко) - Ju. Kamenezki (Ю. Каменецкий) - Je. Karassew (Е. Карасев) - I. Kondratjew (И. Кондратьев) - O. Kolytschew (О. Колычев) - A. Kolzow (А. Кольцов) - L. Kondyrew (Л. Кондырев) - W. Konstantinow (В. Константинов) - Ja. Koslowski (Я. Козловский) - A. Kowalenkow (А. Коваленков) - A. Kowaljow (А. Ковалёв) - A. Koz (А. Коц) - A. Krassowski (А. Красовский) - A. Krawtschenko (А. Кравченко) - M. Krawtschuk (М. Кравчук) - I. Krotow (И. Кротов) - N. Kukolnik (Н. Кукольник) - L. Kukso (Л. Куксо) - N. Labkowski (Н. Лабковский) - I. Lakschin (И. Лакшин) - W. Lasarew (В. Лазарев) | - F. Laube (Ф. Лаубе) - W. Lebedew-Kumatsch (В. Лебедев-Кумач) - Ju. Lednjow (Ю. Леднёв) - W. Lewtow (В. Левтов) - M. Lisjanski (М. Лисянский) - W. Liwschiz (В. Лившиц) - A. Losnewoi (А. Лозневой) - W. Lugowskoi (В. Луговской) - M. Lwow (М. Львов) - I. Makarow (И. Макаров) - W. Malkow (В. Малков) - G. Matschtet (Г. Мачтет) - M. Matussowski (М. Матусовский) - E. Michailow (Э. Михайлов) - S. Michalkow (С. Михалков) - I. Morosow (И. Морозов) - L. Nekrassowa (Л. Некрасова) - B. Okudschawa (Б. Окуджава) - L. Oschanin (Л. Ошанин) - S. Ostrowoi (С. Островой) - R. Plaksin (Р. Плаксин) - M. Pljazkowski (М. Пляцковский) - Ju. Poluchin (Ю. Полухин) - A. Poperetschny (А. Поперечный) - E. Potje (Э. Потье) - A. Prischelez (А. Пришелец) - A. Prokofjew (А. Прокофьев) - A. Puschkin (А. Пушкин) - G. El Registan (Г. Эль Регистан) - B. Reingold (Б. Рейнгольд) - M. Reitman (М. Рейтман) - Ja. Repninski (Я. Репнинский) - I. Resnik (И. Резник) - R. Roschdestwenski (Р. Рождественский) - M. Ruderman (М. Рудерман) - Ju. Rybtschinski (Ю. Рыбчинский) - A. Salnikow (А. Сальников) - D. Samoilow (Д. Самойлов) | - F. Sawinow (Ф. Савинов) - Je. Sawinow (Е. Савинов) - I. Schaferan (И. Шаферан) - A. Scharow (А. Жаров) - Ja. Schwedow (Я. Шведов) - I. Selwinski (И. Сельвинский) - W. Sergejew (В. Сергеев) - T. Sikorskaja (Т. Сикорская) - K. Simonow (К. Симонов) - S. Sinegub (С. Синегуб) - Je. Sinizyn (Е. Синицын) - W. Sischenkowa (В. Зишенкова) - C. Smirnow (C. Смирнов) - A. Sobol (А. Соболь) - A. Sofronow (А. Софронов) - W. Sokolow (В. Соколов) - N. Solochina (Н. Солохина) - Je. Studinskaja (Е. Студинская) - A. Surkow (А. Сурков) - W. Tan-Bogoras (В. Тан-Богораз) - W. Tatarinow (В. Татаринов) - B. Terentjew (Б. Терентьев) - A. Tschurkin (А. Чуркин) - A. Turkin (А. Туркин) - A. Twardowski (А. Твардовский) - S. Walschonok (З. Вальшонок) - K. Wanschenkin (К. Ваншенкин) - S. Wassiljew (С. Васильев) - N. Werjowkin (Н. Верёвкин) - M. Werschinin (М. Вершинин) - P. Wjasemski (П. Вяземский) - M. Wladimow (М. Владимов) - W. Woinowitsch (В. Войнович) - S. Wolkow (С. Волков) - M. Zuranow (М. Цуранов) |

## Solisten des Ensembles
| - Walentin Anissimow (Валентин Анисимов) - Georgi Babajew (Георгий Бабаев) - Jewgeni Beljajew (Евгений Беляев) - Pjotr Bogatschow (Пётр Богачёв) - Iwan Bukrejew (Иван Букреев) - Je. Burtschakow (Е. Бурчаков) - W. Bytschejew (В. Бычеев) - Leonid Charitonow (Леонид Харитонов) - Iwan Didenko (Иван Диденко) - Wiktor Dmitrijew (Виктор Дмитриев) - Stanislaw Frolow (Станислав Фролов) | - Waleri Gawwa (Валерий Гавва) - N. Gerassimow (Н. Герасимов) - Konstantin Gerassimow (Константин Герасимов) - Nikolai Gres (Николай Гресь) - Wladimir Gorlanow (Владимир Горланов) - Sergei Iwanow (Сергей Иванов) - Wassili Jelissejew (Василий Елисеев) - Wladimir Katerinski (Владимир Катеринский) - I. Kusnezow (И. Кузнецов) - Eduard Labkowski (Эдуард Лабковский) - Alexei Martynow (Алексей Мартынов) | - A. Mischtschenko (А. Мищенко) - Wiktor Nikitin (Виктор Никитин) - W. Pankow (В. Панков) - Leonid Pschenitschny (Леонид Пшеничный) - Wladimir Putschkow (Владимир Пучков) - Oleg Rasumowski (Олег Разумовский) - Wadim Ruslanow (Вадим Русланов) - Boris Schaiworonok (Борис Жайворонок) - Boris Schapenko (Борис Шапенко) - B. Schimjakow (Б. Шимяков) - Wassili Schtefuza (Василий Штефуца) | - Alexei Sergejew (Алексей Сергеев) - A. Sibirzew (А. Сибирцев) - Iwan Surschikow (Иван Суржиков) - A. Syrowatko-Solotarjow (А. Сыроватко-Золотарёв) - Jewgeni Tolstow (Евгений Толстов) - W. Tschetwerikow (В. Четвериков) - Pjotr Twerdochlebow (Пётр Твердохлебов) - Alexei Usmanow (Алексей Усманов) - N. Ustinow (Н. Устинов) - Georgi Winogradow (Георгий Виноградов) |